# Шевелева (Курганская область)
Шевелева — деревня в Катайском районе Курганской области. Входит в состав Ушаковского сельсовета.

## География
Деревня расположена на левом берегу реки Исети, в 6 километрах (7,5 км по автодороге)  к западу от районного центра города  Катайска и в 203 километрах (228 км по автодороге) к северо-западу от областного центра города Кургана.
Часовой пояс
Шевелева, как и вся Курганская область, находится в часовой зоне МСК+2. Смещение применяемого времени относительно UTC составляет +5:00.

## История
В 1834 году деревня Шевелева входила в Катайскую волость Камышловского уезда Пермской губернии.
В июле 1918 года установлена белогвардейская власть. В июле 1919 года установлена советская власть.
В 1919 году образован Троицкий сельсовет, в состав которого вошла деревня. 12 февраля 1944 года упразднён, деревня вошла в Ушаковский сельсовет.
В годы советской власти жители работали в колхозе «Заветы Ленина».

## Часовня
Приблизительно между 1876 и 1900 годами построена часовня. Ныне здание часовни частично сохранилось.

## Население
| 1869 | 1904 | 1920  | 1926 | 1989 | 2002 | 2010 |
| ---- | ---- | ----- | ---- | ---- | ---- | ---- |
| 410  | ↗632 | ↗1042 | ↘742 | ↘111 | ↘95  | ↘86  |

Национальный состав
- По данным переписи населения 2002 года, в деревне проживало 95 человек, из них русские — 64 %.
- По данным переписи 1926 года, в деревне проживало 742 человека, все русские.

## Инфраструктура
Севернее деревни проходит Колчеданский тракт — часть трассы Р354 (Екатеринбург — Курган). Автомобильного моста через реку Исеть в деревне нет.